# Fernando Grillo
Fernando Grillo (Foggia, 20 luglio 1945 – Perugia, 23 luglio 2013) è stato un contrabbassista e compositore italiano associato al movimento dell'avanguardia musicale, pioniere in Italia nell'esplorazione di nuove forme di produzione del suono sul contrabbasso.
Per lui hanno scritto compositori del calibro di Salvatore Sciarrino, Harrison Birtwistle, Iannis Xenakis e Luciano Berio. Per il suo modo di suonare, Karlheinz Stockhausen lo definì "il Buddha del contrabbasso" mentre Carmelo Bene, per il quale lavorò alle musiche dell'opera poetica I mal de’ fiori, lo descrisse come "il Paganini del contrabbasso".

## Biografia
Ha studiato contrabbasso sotto la guida del maestro Corrado Penta presso il Conservatorio Francesco Morlacchi di Perugia, frequentando allo stesso tempo anche le classi di violoncello e composizione, tenute, rispettivamente, da Amedeo Baldovino e Valentino Bucchi. Terminati gli studi nel 1970, collabora per due anni con Giacinto Scelsi e nel 1975 vince il primo premio Gaudeamus al prestigioso International Competition for Interpreters of Contemporary Music.
Nel corso degli anni eseguì diverse prime assolute di opere di compositori come, ad esempio, Iannis Xenakis, Christian Wolff e Klaus Huber. Dal 1984 al 1994 insegnò presso i celebri Corsi estivi di Darmstadt, mentre nel 2000 ottenne la cattedra di contrabbasso del Conservatorio Santa Cecilia di Roma. Con lui ebbe modo di studiare, per un breve periodo di tempo, anche Stefano Scodanibbio che del suo lavoro raccolse, in un certo senso, il testimone.
Negli ultimi anni di vita, Grillo si ritirò dalla scena musicale convinto che i compositori contemporanei stessero sottovalutando le possibilità dello strumento e che usassero le sue tecniche di produzione del suono solo come effetti, invece che in un senso puramente musicale. Il 23 luglio 2013, all'età di 68 anni, si toglie la vita gettandosi da una finestra della sua abitazione in via dei Priori a Perugia.

## Opere scelte
Qui di seguito è riportata una lista parziale:
- Fluvine (1974), per contrabbasso
- Paperoles (1976), per contrabbasso
- Zeitgewebe (1984), per quartetto d'archi
- Suite I (1983-2005), per contrabbasso